# Ekiti
Ekiti – stan w centralnej części Nigerii.
Ekiti sąsiaduje ze stanami Ondo, Kogi, Kwara i Osun. Jego stolicą jest Ado Ekiti. Powstał w 1996 po odłączeniu części stanu Ondo. 
Stan ma charakter rolniczy. Uprawia się jam, kasawę, zboża, tytoń i bawełnę.

## Podział administracyjny
W skład Ekiti wchodzi 16 lokalnych obszarów administracyjnych:
| - Ado-Ekiti - Aiyekire (Gbonyin) - Efon - Ekiti East - Ekiti South-West - Ekiti West - Emure - Ido-Osi | - Ijero - Ikere - Ikole - Ilejemeje - Irepodun/Ifelodun - Ise/Orun - Moba - Oye |